# جاري سميث
جاري سميث (بالإنجليزية: Gary Smith)‏ (4 نوفمبر 1955 في المملكة المتحدة - ) هو لاعب كرة قدم بريطاني في مركز الدفاع. لعب مع نادي برينتفورد ونادي ويمبلدون ونادي ساوثال وويفنهو تاون ‏ وF.C. Clacton ‏.